# Upplands runinskrifter 757
Upplands runinskrifter 757 är en vikingatida runsten av mörk granit i Ullstämma, Litslena socken och Enköpings kommun. Runstenen står i ett gravfält. Den har måtten 1,75 meter hög, 0,55 meter bred och 0,7 meter tjock. Runstenen slogs sönder på slutet av 1800-talet och flyttades för att användas i grunden till en lada. Där fick den vara i cirka 30 år då den togs fram, lagades och restes på sin gamla plats.

## Inskriften
Translitterering av runraden:
bal[i · auk · iki-i]orn · auk · uikbi[or]n · þi[ʀ] litu ' risn ' sten ' at ' ui(b)(i)orn ·
Normalisering till runsvenska:
Balli ok Ingi[b]iorn(?) ok Vigbiorn þæiʀ letu ræisa stæin at Vibiorn.
Översättning till nusvenska:
Balle och Ingebjörn och Vigbjörn de läto resa stenen efter Vibjörn.
Erik Brate attribuerar ristningen till Balle och menar också att den Balle som nämns i ristningens inledning kan vara just den kände runristaren.